# Тварогі-Руські
Тварогі-Руські (пол. Twarogi Ruskie) — село в Польщі, у гміні Перлеєво Сім'ятицького повіту Підляського воєводства.
Населення — 73 особи (2011).
У 1975-1998 роках село належало до Ломжинського воєводства.

## Демографія
Демографічна структура станом на 31 березня 2011 року:
|          | Загалом | Допрацездатний вік | Працездатний вік | Постпрацездатний вік |
| -------- | ------- | ------------------ | ---------------- | -------------------- |
| Чоловіки | 39      | 7                  | 26               | 6                    |
| Жінки    | 34      | 10                 | 15               | 9                    |
| Разом    | 73      | 17                 | 41               | 15                   |